# Попов, Василий Петрович (генерал)
Васи́лий Петро́вич Попо́в (11 июля 1904 — 17 августа 1974) — советский военный деятель, генерал-майор авиации, участник Великой Отечественной войны.

## Биография
Василий Петрович Попов родился 11 июля 1904 года в селе Вороно-Пашня (ныне — Асиновский район Томской области). В 1923 году был призван на службу в Рабоче-Крестьянскую Красную Армию. В 1926 году окончил Омскую пехотную школу имени М. В. Фрунзе. Участвовал в боях на КВЖД. С 1931 года — на службе в Военно-морском флоте СССР. В 1932 году окончил Ейскую военную школу морских лётчиков и лётчиков-наблюдателей имени И. В. Сталина. Служил в различных авиационных частях, преподавал в Военно-морском авиационном училище. К началу Великой Отечественной войны служил начальником штаба 2-го минно-торпедного авиационного полка ВВС Черноморского флота.
С начала Великой Отечественной войны — на фронте. Был начальником штаба 2-й морской авиационной бригады, затем 3-й особой авиационной группы ВВС Черноморского флота. Активно участвовал в обороне Севастополя. После падения города и эвакуации из него получил назначение на должность начальника штаба 8-й артиллерийской бригады. С июля 1943 года был начальником штаба, а затем командиром 8-й минно-торпедной авиационной дивизии Балтийского флота. В короткие сроки сумел наладить штабную и боевую работу в своём соединении, провёл большую работу по обобщению боевого опыта. Участвовал в прорыве блокады Ленинграда, лично руководя действиями всех подчинённых частей.
После окончания войны продолжал службу в Военно-морском флоте СССР. Был начальником штаба ВВС 7-го Военно-морского флота. С декабря 1952 года — на преподавательской работе в Высшей военной академии имени К. Е. Ворошилова, был заместителем начальника кафедры ВВС ВМФ. В мае 1956 года был уволен в запас. Умер 17 августа 1974 года, похоронен на Николо-Архангельском кладбище Москвы.

## Награды
- Орден Ленина (20 июня 1949 года);
- 4 ордена Красного Знамени (3 декабря 1942 года, 25 марта 1943 года, 3 ноября 1944 года, 3 ноября 1953 года);
- 2 ордена Отечественной войны 1-й степени (28 декабря 1944 года, 11 июня 1945 года);
- Медали «За оборону Ленинграда», «За оборону Севастополя», «За взятие Кёнигсберга» и другие медали.